# Bos
Bos és un gènere de bovins domesticats i silvestres. El gènere Bos es pot dividir en quatre subgèneres: Bos, Bibos, Novibos i Poephagus, però aquestes divisions són controvertides. El gènere té cinc espècies vives. Tanmateix poden arribar a set espècies si es compten les varietats domesticades com a espècies separades, que serien nou si s'hi incloguessin els bisons.

## Anatomia i morfologia
La majoria d'espècies són animals de pastura, amb llengües llargues per enganxar les plantes i amb dents grosses per a triturar-les. Moltes espècies són remugants.

## Distribució
Hi ha uns 1.300 milions de bovins del gènere Bos domesticats al món. Es troben a l'Àfrica, Àsia est i oest d'Europa i les Amèriques. El seu hàbitat és divers: prats, boscos, sabanes, aiguamolls, etc.

## Ecologia i comportament
Les espècies del gènere Bos tenen una vida màxima de 25 anys en llibertat, però en captivitat han arribat a tenir fins a 48 anys. Tenen un període de gestació de 9 a 11 mesos, normalment tenen una cria a la primavera i rarament dues.
Acostumen a agrupar-se en ramats des de 10 a centenars de membres. Són animals diürns essent més actius a la tarda, algunes espècies migren.

## Història evolutiva
L'antecessor del gènere és B. primigenius  que s'extingí al segle xvii.

## Sistemàtica i taxonomia
- Subgènere Bos
  - Bos primigenius extint
  - Bos taurus toro i zebú, formes domesticades de Bos primigenius)
  - Bos aegyptiacus Boví d'Egipte; nom no reconegut per ITIS) extint
  - Bos acutifrons extint
- Subgènere Bibos
  - Bos gaurus (gaur o bisó de l'Índia
  - Bos javanicus o banteng
- Subgènere Novibos
  - Bos sauveli o kouprey
- Subgènere Poephagus
  - Bos grunniens (iac; o Bos mutus)